# Superfecundación
La superfecundación es la fertilización de dos o más óvulos del mismo ciclo menstrual por espermatozoides de relaciones sexuales diferentes, los cuales pueden dar lugar a gemelos de dos padres biológicos distintos.
El término superfecundación está derivado de la palabra "fecundo" que hace referencia a la capacidad de producir descendencia.

## Tipos
La superfecundación puede ser, de acuerdo al número de donantes de los espermatozoides,  homopaternal o heteropaternal. 

### Superfecundación homopaternal
La homopaternal implica la fertilización de los óvulos por el mismo padre, pudiendo nacer gemelos "no idénticos", «fraternales» o dicigóticos.

### Superfecundación heteropaternal
La heteropaternal tiene lugar cuando se consigue la fertilización de dos óvulos por dos padres diferentes. 
El caso de la superfecundación heteropaternal da lugar a una forma de hermanamiento atípica, ya que, genéticamente, los gemelos serían medio hermanos.

## Frecuencia
La superfecundación se trata de un fenómeno considerado raro hasta finales del siglo XX, puede ocurrir a través de actos sexuales (coito) o bien mediante la técnica de la inseminación artificial.

La superfecundación homopaternal es norma en la inseminación artificial y la fecundación in vitro (FIV), donde dos o más óvulos del mismo ciclo menstrual son fertilizados por espermatozoides del mismo padre.
Para la superfecundación heteropaternal en humanos, 
se estimaba en 2016 que en el mundo existían diez (10) casos completamente estudiados. 
En 2020 se habían informado alrededor de 19 casos de superfecundación heteropaterna a nivel  mundial.

### Casos recientes
A pesar de ser considerado como un suceso raro, ha habido casos recientes de #superfecundación heteropaternal en 2001 en Costa Rica, en 2006 en Vietnam, en 2009 en EE. UU., en 2018 en Colombia en el año 2019 en China, y en 2021 en Brasil donde la madre fue fecundada el mismo día por dos hombres, mediante coito y fecundación natural.

La certeza científica de la existencia de estos casos de superfecundación heteropaternal se puede asegurar; el padre genético dejó de ser incierto a partir de los adelantos de fines del siglo XX, cuando los análisis permitieron confirmar la paternidad genética con un 99,999% de certeza.
En el caso de Colombia de 2018, fueron analizados: el gen de amelogenina, las repeticiones cortas en tándem (STR) de los cromosomas somáticos y las repeticiones cortas en tándem del cromosoma Y (Y-STR).